# Centropus
Centropodini, Centropodinae
Genre
Centropus est un genre d'oiseaux qui comprend 29 espèces apparentées aux coucous, dont le générique normalisé français est coucal.
Selon les auteurs, Centropus constitue le seul genre de la sous-famille des Centropodinae Horsfield, 1823 ou de la tribu des Centropodini.

## Description

### Morphologie

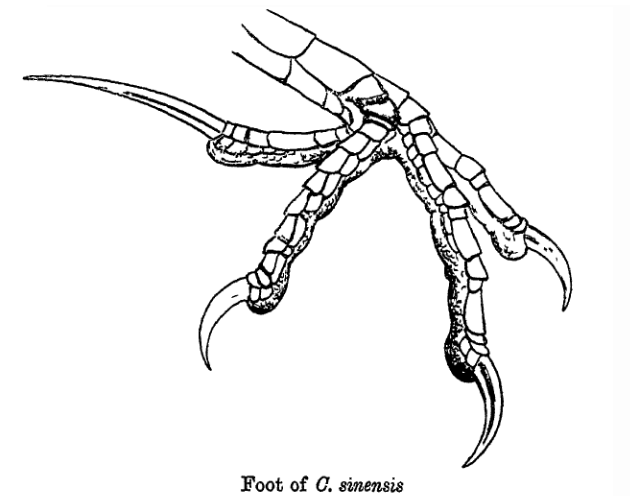
Griffe d'un Grand coucal

Les mâles sont plus petits que les femelles. Les pattes disposent d'un ergot. Les pattes des coucals sont zygodactyles, et la plupart des espèces possèdent une longue griffe particulièrement remarquable sur leur hallux, vers l'arrière, elle a d'ailleurs inspiré le nom au genre. La longueur de la griffe est d'environ 68 à 76 % de la longueur du tarse pour le Coucal noir ou le Coucal rufin. Le Coucal de Strickland dispose lui de la plus petite griffe qui représente tout de même en moyenne 23 % de la taille du tarse de l'animal.
La tête et le cou des coucals est ornée de plumes trichoptiles. Elles peuvent atteindre 20 mm chez les oisillons, qui peuvent paraitre hirsute.

### Comportement
Contrairement aux coucous, ils ne parasitent pas les nids. Tous les membres du genre ont, à des degrés divers, un rôle sexuel inversé, de sorte que les mâles donnent la plupart des soins parentaux, ceci est particulièrement visible pour le Coucal faisan. En sus, une espèce, le Coucal noir est polyandre.
Les Coucals font en général des nids dans la végétation dense. Beaucoup d'espèces comme le Coucal faisan, le Grand Coucal et le Coucal toulou les recouvrent, mais certains les laissent ouverts comme le Coucal des Célèbes.

### Alimentation
Beaucoup de ces espèces sont des prédateurs opportunistes. Le Coucal faisan est connu pour attaquer les oiseaux capturés dans les filets japonais. Le Coucal à sourcils blancs est attiré par la fumée provenant des incendies d'herbe là où il peut facilement capturer des insectes et des petits mammifères qui tentent de s'échapper.

## Systématique, évolution et taxonomie
À la suite des travaux de Sibley et de Ahlquist basés sur l'hybridation de l'ADN, ils ont été placés dans une famille propre, les Centropodidae.

## Étymologie
Le nom normalisé est probablement la contraction des termes « coucou » et « alouette ».
Le terme Centropus a été formé des termes grecs anciens kentro qui signifie « pique » et de la racine latine pour « pied », en référence à l'ergot que présente leur hallux.

## Liste des espèces
D'après la classification de référence (version 14.2, 2024) du Congrès ornithologique international (ordre phylogénique) :